# Monacillo Urbano
Monacillo Urbano es un barrio ubicado en el municipio de San Juan en el estado libre asociado de Puerto Rico. En el Censo de 2010 tenía una población de 22.342 habitantes y una densidad poblacional de 2.669,03 personas por km².

## Geografía
Monacillo Urbano se encuentra ubicado en las coordenadas 18°22′48″N 66°4′52″O / 18.38000, -66.08111. Según la Oficina del Censo de los Estados Unidos, Monacillo Urbano tiene una superficie total de 8.37 km², de la cual 8.37 km² corresponden a tierra firme y (0.03%) 0 km² es agua.

## Demografía
Según el censo de 2010, había 22.342 personas residiendo en Monacillo Urbano. La densidad de población era de 2.669,03 hab./km². De los 22.342 habitantes, Monacillo Urbano estaba compuesto por el 75.78% blancos, el 13.2% eran afroamericanos, el 0.38% eran amerindios, el 0.19% eran asiáticos, el 0.04% eran isleños del Pacífico, el 5.67% eran de otras razas y el 4.74% pertenecían a dos o más razas. Del total de la población el 98.34% eran hispanos o latinos de cualquier raza.